# مزرعة الضهر
مزرعة الضهر هي قرية لبنانية من قرى قضاء الشوف الواقعة على جبل لبنان.

## وصلات خارجية
- مزرعة الضهر على موقع لوكاليبان.